# Oberkorn
Oberkorn ou Obercorn (luxembourgeois : Uewerkuer) est une section de la commune luxembourgeoise de Differdange située dans le canton d'Esch-sur-Alzette.
La localité compte environ 4 700 habitants. La piscine en plein air attire beaucoup de monde en été[réf. nécessaire]. Le Cercle Sportif Obercorn est le club de football d'Oberkorn. On y trouve un centre culturel et un vieux château d'eau. La Chiers, un affluent de la Meuse, y prend sa source. Elle est desservie par la gare d'Oberkorn.
Le groupe Depeche Mode, qui en mars 1982 joua un concert dans un petite salle à Oberkorn, marqué par une série de problèmes techniques, a créé un morceau instrumental (d'une face B de leur single The Meaning of Love) appelée Oberkorn (It's A Small Town), qui fait référence à la localité. Le groupe espagnol de Techno OBK, venant de la chanson de Depeche Mode, fait aussi indirectement référence à la localité.
La ville détient le record de température du Luxembourg, avec 41,5 °C enregistré le 8 août 2003, durant la canicule européenne de 2003.

## Lieux et monuments

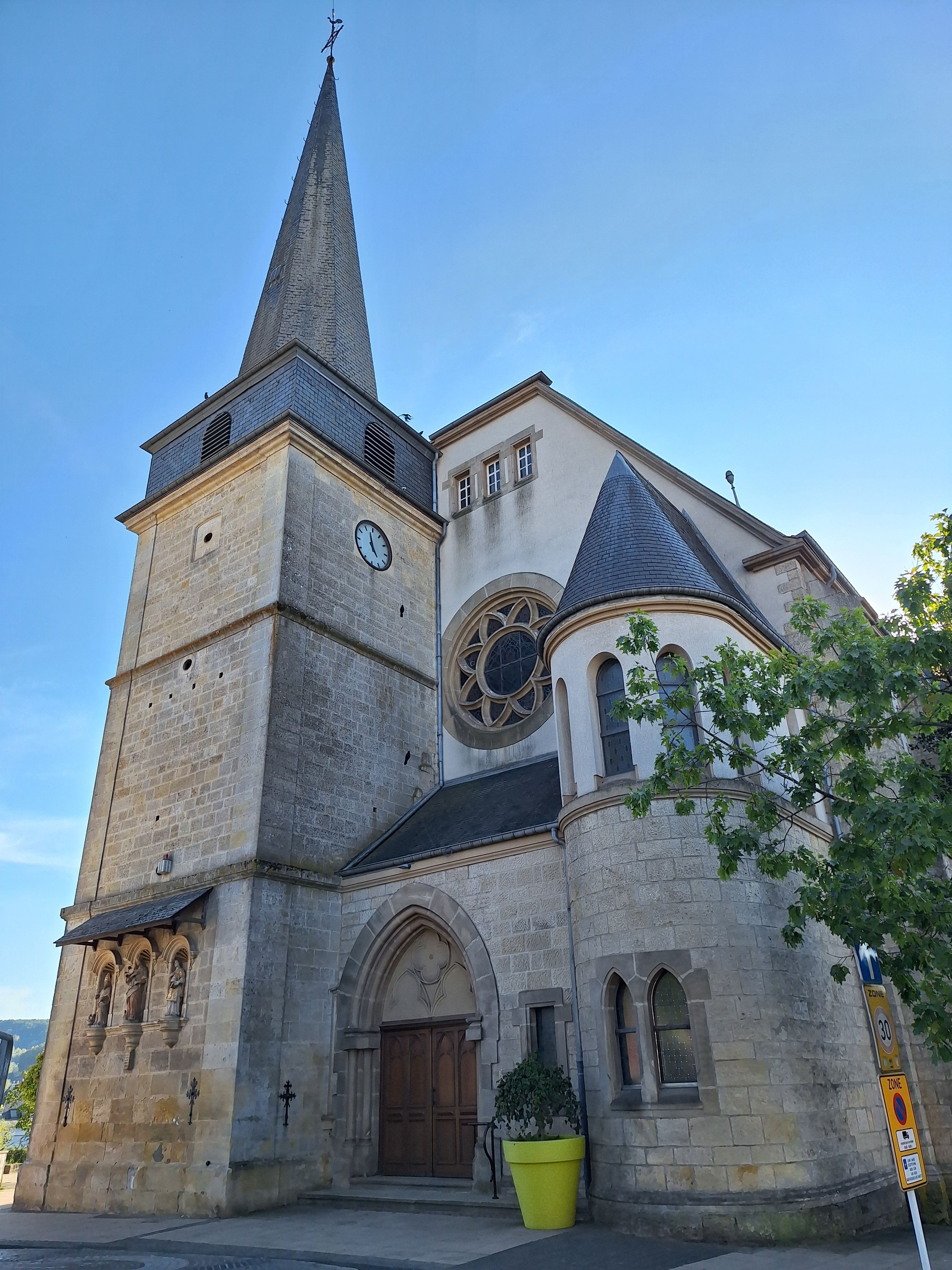
Église Saint Etienne.

- Église Saint Etienne.